# U-Bahn Täbris
Die U-Bahn Täbris (Persisch: قطار شهری تبریز و حومه) ist die U- und Hochbahn der Stadt Täbris im Iran. Das erste sieben Kilometer lange Teilstück wurde am 28. August 2015 eröffnet.

## Organisation
Die U-Bahn Täbris gehört der Stadt Täbris und wird von der Tabriz Urban Railway Organization (TURO) (Städtische Eisenbahngesellschaft für Täbris) betrieben.

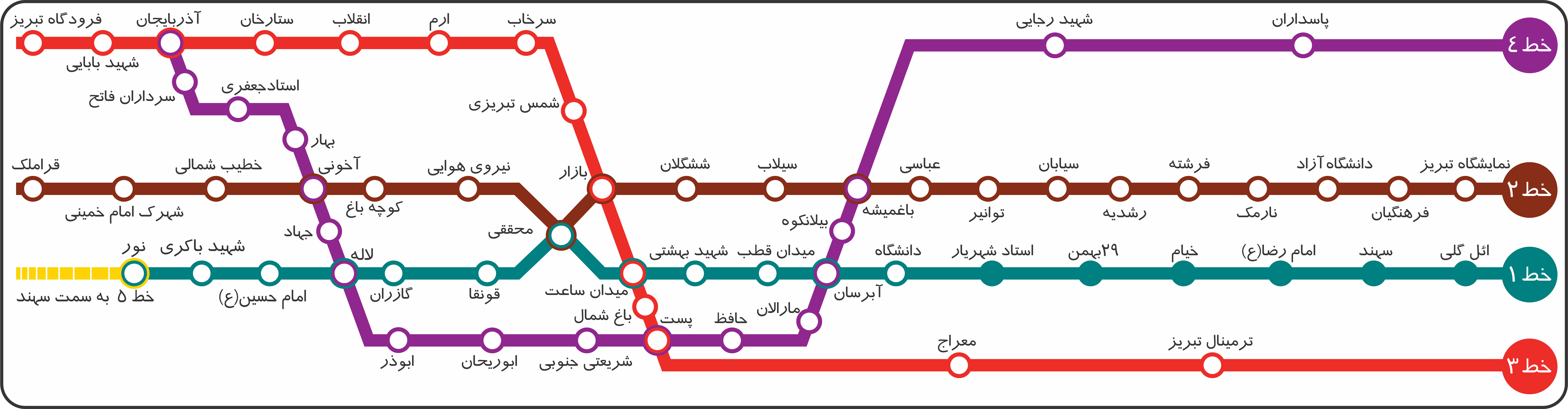
Geplantes Streckennetz

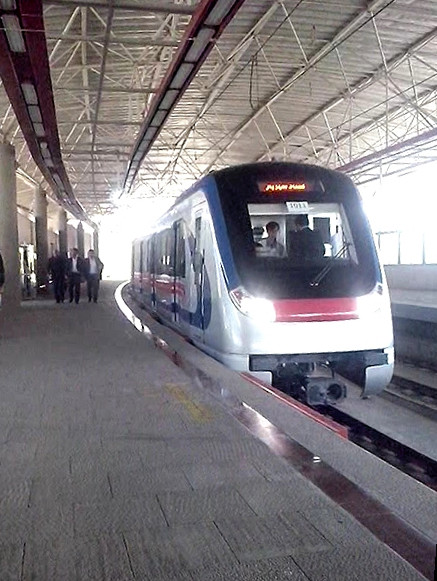
Zug im Bahnhof Elgoli

## Planung
Geplant ist ein Metro-Netz von vier verknüpften Linien. Die Strecken werden in Normalspur mit Energiezuführung durch Oberleitung errichtet. Nur ein Teil davon verläuft in Tunneln. Zum Teil werden die Strecken als Hochbahn geführt.
- Line 1 befindet sich teils in Betrieb, teils in Bau. Sie wird über 17,2 km von El Goli nach Nur führen und 18 Stationen aufweisen. Der zweite Abschnitt soll im Sommer 2016 eröffnet werden.
- Line 2 befindet sich in Bau.
- Line 3 befindet sich in Planung. Sie soll 14,7 km lang werden und 14 Stationen aufweisen. Es ist eine Nord-Süd-Verbindung, die unter anderem den Flughafen Täbris, den Basar und das Yadgar-e-Emam-Stadion bedient.
- Line 4 befindet sich in Planung. Sie soll die Altstadt umfahren.

## Betrieb

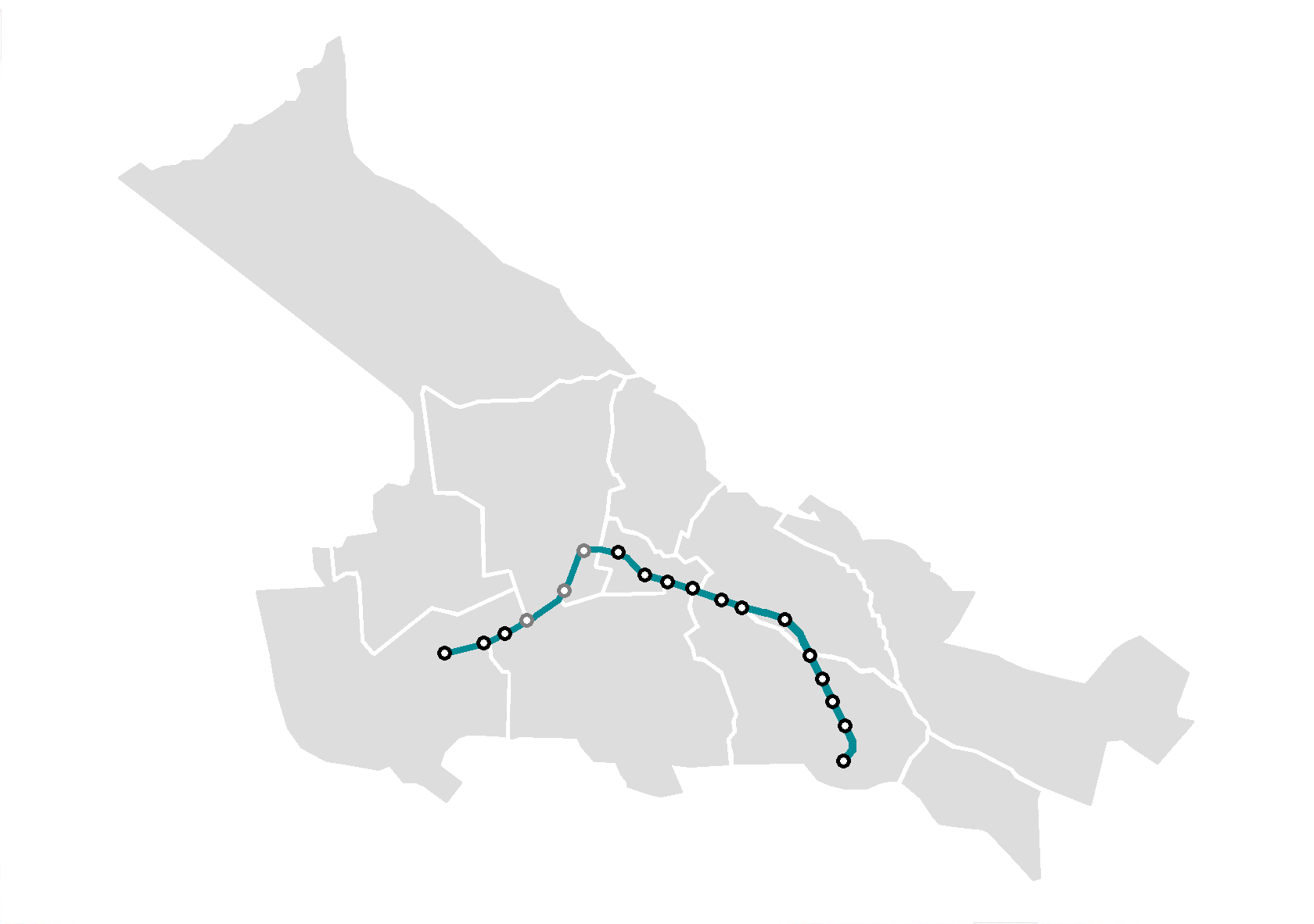
2015 in Betrieb befindliche Strecke

Derzeit (2015) befindet sich erst ein Teilstück der Linie 1 von 7 Kilometer Länge zwischen den Bahnhöfen El Goli und Ostad Shahryar in Betrieb. Dazwischen liegen vier Stationen, drei davon im Tunnel. Die Metro-Züge aus Elektrotriebwagen mit Längsbänken verkehren in der Regel als zwei gekuppelte Fünf-Wagen-Einheiten im Abstand von 20 Minuten. Um Fahrgäste anzulocken, konnte die Bahn in den ersten drei Betriebsmonaten zwischen 11 und 13 Uhr kostenlos genutzt werden.